# Раббит-Лейк (тауншип, Миннесота)
Раббит-Лейк (англ. Rabbit Lake) — тауншип в округе Кроу-Уинг, Миннесота, США. На 2000 год его население составило 348 человек.

## География
По данным Бюро переписи населения США площадь тауншипа составляет 62,4 км², из которых 57,0 км² занимает суша, а 5,5 км² — вода (8,75 %).

## Демография
По данным переписи населения 2000 года здесь находились 348 человек, 121 домохозяйство и 102 семьи.  Плотность населения —  6,1 чел./км².  На территории тауншипа расположено 167 построек со средней плотностью 2,9 построек на один квадратный километр. Расовый состав населения: 99,71 % белых и 0,29 % приходится на две или более других рас.
Из 121 домохозяйства в 44,6 % воспитывались дети до 18 лет, в 76,9 % проживали супружеские пары, в 3,3 % проживали незамужние женщины и в 15,7 % домохозяйств проживали несемейные люди. 11,6 % домохозяйств состояли из одного человека, при том 3,3 % из — одиноких пожилых людей старше 65 лет. Средний размер домохозяйства — 2,88, а семьи — 3,15 человека.
28,4 % населения — младше 18 лет, 5,5 % — в возрасте от 18 до 24 лет, 33,0 % — от 25 до 44, 23,3 % — от 45 до 64, и 9,8 % — старше 65 лет. Средний возраст — 39 лет. На каждые 100 женщин приходилось 109,6 мужчин.  На каждые 100 женщин старше 18 приходилось 111,0 мужчин.
Средний годовой доход домохозяйства составлял 57 500 долларов, а средний годовой доход семьи —  58 750 долларов. Средний доход мужчин —  39 375  долларов, в то время как у женщин — 18 125. Доход на душу населения составил 20 041 доллар. За чертой бедности находились 3,5 % семей и 3,7 % всего населения тауншипа, из которых 5,8 % младше 18 лет.